# Wohnungsfürsorgefonds
Der Wohnungsfürsorgefonds ist ein im Jahr 1910 in Österreich-Ungarn gegründeter Fonds zur Förderung des Baus von Kleinwohnungen durch öffentliche Körperschaften, Selbstverwaltungskörper und gemeinnützige Bauvereinigungen zur „Verbesserung der Wohnverhältnisse der minderbemittelten Bevölkerung“.
Der Fonds wurde gespeist aus Einnahmen der Gebäudesteuer, stellte zinsgünstiges Kapital zur Verfügung (Darlehensgewährung, unmittelbare Fondsdarlehen) und übernahm Darlehens-Garantien (Bürgschaften, mittelbare Kredithilfe) für Gemeinden, Bezirke, (gemeinnützige) Baugesellschaften, -Genossenschaften, -Vereine, Stiftungen und dergleichen zum Zwecke des Baus von Kleinwohnungen. Der Eigenmittelanteil der Körperschaften betrug 10 %.
Als Kleinwohnung galten dabei Familienwohnungen mit maximal 80 m², Ledigenheime mit Kleinwohnungen mit 1 bis 3 Räumen und Schlaf- und Logierhäuser mit Schlafsälen für Einzelstehende Personen. Die Häuser mussten „in bautechnischer, sanitärer und sittenpolizeilicher Hinsicht den Anforderungen gesunder und billiger Volkswohnungen entsprechen“. Der Fonds definierte auch Wirtschaftlichkeitsparameter an die mittels Fonds geförderten Wohnhäuser: Die Wohnfläche des Hauses musste mindestens 2/3 der bewohnbaren Gesamtfläche des Hauses betragen.